# EPL (journal)
EPL est une revue scientifique à comité de lecture publiée par EDP Sciences, IOP Publishing et la Société italienne de physique au nom de la Société européenne de physique et de 17 autres sociétés européennes de physique. Avant le 1er janvier 2007, elle était connue sous le nom de Europhysics Letters.Il s'agit d'une revue de lettres de physique publiée deux fois par mois sous la responsabilité scientifique de la Société européenne de physique. Elle vise à publier de courts articles contenant de nouveaux résultats, idées, concepts, méthodes expérimentales et traitements théoriques. EPL résulte d'une véritable collaboration internationale : la procédure d'arbitrage est gérée par le bureau éditorial, qui relève de la Société européenne de physique, tandis que la production est gérée conjointement par la Società Italiana di Fisica, EDP Sciences et IOP Publishing.

## Portée
EPL diffuse des publications originales qui communiquent de nouveaux résultats et des découvertes qui méritent une publication rapide dans tous les domaines de la physique. La revue publie également des observations sur des articles qui y ont été précédemment publiés.

## Histoire
Europhysics Letters est fondée en 1986 par la Société européenne de physique (EPS), la Société française de physique (SFP) et sa filiale EDP Sciences, la Società Italiana di Fisica (SIF) et l'Institute of Physics (IOP). La nouvelle revue incorpore Lettere al Nuovo Cimento et Journal de Physique: Lettres et est publiée par EPS, EDP Sciences et SIF jusqu'en 2006.
EPL est désormais publiée sous la politique scientifique et le contrôle de l'EPS par EDP Sciences, IOP Publishing et le SIF ans le cadre d'un partenariat de 17 sociétés européennes de physique (l'Association EPL ).

## Résumé, indexation et facteur d'impact
Selon le Journal Citation Reports, le journal a un facteur d'impact de 1,8 en 2023.
Il est indexé dans les bases de données bibliographiques suivantes :
- Aéronautique & Haute technologie
- Chemical Abstracts Service
- Sciences de l'environnement et gestion de la pollution
- GeoRef
- Système international d'information nucléaire
- Inspec
- Astrophysics Data System
- Scopus
- Stanford Physics Information Retrieval System
- Web of Science